# Ángela Ruiz Robles
Pour les articles homonymes, voir Ruiz et Robles.
Ángela Ruiz Robles, née à Villamanín le 28 mars 1895 et morte à Ferrol le 27 octobre 1975, est une maîtresse d'école, auteure et inventrice espagnole, précurseure de la liseuse.

## Biographie
Née à Villamanín (León, Espagne) le 28 mars 1895, fille d'Elena Robles et Feliciano Ruiz. Elle réalise ses études supérieures à l'École d'Enseignement de León, où elle donne ses premiers cours de mécanographie et comptabilité entre 1915 et 1916.

## Étape comme inventrice
Entre 1944 et 1949 elle a mené à terme des projets divers. En 1944 elle a réalisé le projet sur un atlas scientifique-grammatical pour faire connaître l'Espagne avec grammaire, syntaxe, morphologie, orthographe et phonétique. Ensuite elle travaillât sur un projet pour la création d'une machine sténo-mécanographique.
En 1949 elle a développé la première proposition d'encyclopédie mécanique (brevet posé le 7 décembre 1949). En 1962 elle a dirigé personnellement les travaux de construction du prototype d'encyclopédie mécanique dans le Parque de Artillería (Ferrol, La Corogne, Espagne).